# Солонечная (Забайкальский край)
Солонечная — село в Нерчинско-Заводском районе Забайкальского края в составе сельского поселения «Широковское».

## География
Село находится в южной части района на расстоянии примерно 9 километров (по прямой) к северу от села Нерчинский Завод.
Климат
Климат характеризуется как резко континентальный, с продолжительной морозной зимой и относительно коротким тёплым летом. Средняя температура самого тёплого месяца (июля) составляет 18 — 19 °С (абсолютный максимум — 40 °С). Средняя температура самого холодного месяца (января) — −28,9 °С (абсолютный минимум — −53 °С). Годовое количество осадков — 412—420 мм.
Часовой пояс
Село находится в часовой зоне МСК+6. Смещение применяемого времени относительно UTC составляет +9:00.

## История
Основано в 1926 году. Работали колхоз «Крестьянин» и «Красный партизан», совхоз «Нер-Заводский». С 1994 — ТОО «Нер-Заводское» мясомолочного и зерноводческого направления.

## Население
Постоянное население составляло в 2002 году 62 человека (100 % русские), в 2010 году 39 человек.